# Zastava Jamajke
Zastava Jamajke usvojena je 6. kolovoza 1962. Dvije žute dijagonalne pruge dijele zastavu na četiri jednaka trokuta crne i zelene boje. 
Zelena boja na zastavi je simbol nade i budućnost agrokulturalnog bogatstva. Žuta predstavlja sunčevu svjetlost i prirodno bogatstvo zemlje, a crna je snaga i kreativnost jamajčanskog naroda.